# Algernon St Maur (14e duc de Somerset)
Algernon Percy Banks St. Maur, anciennement Seymour, 14e duc de Somerset (22 décembre 1813 - 2 octobre 1894) est un noble britannique. 

## Biographie
Il est le fils d'Edward St Maur (11e duc de Somerset) et Lady Charlotte Hamilton. Il accède au titre ducal en 1891 ; il est aussi baronnet. 
Le 17 mai 1845, il épouse Horatia Isabella Harriet Morier, fille de John Philip Morier,. Ils ont eu quatre enfants: 
- Algernon St Maur (15e duc de Somerset) (22 juillet 1846 - 29 octobre 1923)
- Percy St. Maur (11 novembre 1847 - 16 juillet 1907), épouse Violet White, fille de Luke White (2e baron Annaly) [4]
- Ernest St. Maur (11 novembre 1847 - 21 mai 1922)
- Edward St. Maur (7 février 1849 - 15 septembre 1920)